# Cosmopteriginae
Cosmopteriginae is een onderfamilie van vlinders uit de familie prachtmotten (Cosmopterigidae).

## Geslachten
- Acanthophlebia Clarke, 1986
- Anatrachyntis Meyrick, 1915
- Anoncia Clarke, 1941
- Asymphorodes Meyrick, 1929
- Axiarcha Meyrick, 1921
- Coccidiphila Danilevski, 1950
- Cosmopterix Hübner, 1825
- Diatonica Meyrick, 1921
- Dorodoca Meyrick, 1915
- Echinoscelis Meyrick, 1886
- Eralea Hodges, 1962
- Eteobalea Hodges, 1962
- Falcatariella Viette, 1949
- Glaphyristis Meyrick, 1897
- Herlinda Clarke, 1986
- Heureta Turner, 1932
- Hodgesiella Riedl, 1965
- Hyposmocoma Butler, 1881
- Iressa Clarke, 1971
- Ischnobathra Meyrick, 1937
- Isidiella Riedl, 1965
- Isorrhoa Meyrick, 1913
- Labdia Walker, 1864
- Melanocinclis Hodges, 1962
- Mimodoxa Lower, 1901
- Morphotica Meyrick, 1915
- Mothonodes Meyrick, 1922
- Otonoma Meyrick, 1897
- Paratheta Lower, 1899
- Parathystas Meyrick, 1913
- Pebops Hodges, 1978
- Pechyptila Meyrick, 1921
- Persicoptila Meyrick, 1886
- Phaneroctena Turner, 1923
- Pseudascalenia Kasy, 1968
- Pycnagorastis Meyrick, 1937
- Pyroderces Herrich-Schäffer, 1853
- Ramphis Riedl, 1969
- Semolina Clarke, 1971
- Stagmatophora Herrich-Schäffer, 1853
- Tanygona Braun, 1923
- Teladoma Busck, 1932
- Tetraconta Turner, 1932
- Tolliella Riedl, 1969
- Triclonella Busck, 1901
- Trissodoris Meyrick, 1914
- Urangela Busck, 1912
- Xestocasis Meyrick, 1914
- Vulcaniella Riedl, 1965